# Héctor Germán Oesterheld

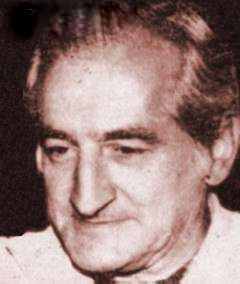
Héctor Germán Oesterheld.

Héctor Germán Oesterheld (Buenos Aires, 23 de juliol de 1919 - desaparegut el 1977 i presumiblement mort en 1978) va ser un prolífic guionista de còmics, a més d'escriptor de relats breus de ciència-ficció, per a nens, i de novel·les.
Va ser fill de Fernando Oesterheld, d'ascendència alemanya i d'Elvira Ana Puyol, d'ascendència basca. És un dels artistes de trajectòria més extensa de la historieta argentina.
Va ser el creador del còmic El Eternauta, treball que li donà notorietat internacional.
Després del cop d'estat de la Junta del general Jorge Videla el 1976, Oesterheld fou arrestat i desaparegué. Anteriorment, també les seves quatre filles (Estela, *1952, Diana *1953, Beatriz *1955 i Marina *1955) havien sofert el mateix destí, algunes embarassades i també alguns dels seus esposos. La seva dona i, respectivament, mare, Elsa Sánchez, fou una de les primeres participants en l'organització de les Madres de Plaza de Mayo, que començà les seves protestes el 30 d'abril de 1977. Més tard fou portaveu de les "Abuelas de Plaza de Mayo".